# گربه سیاه (داستان)
گربه سیاه (به انگلیسی: Black Cat) نام داستان کوتاهی از نویسنده آمریکایی ادگار آلن پو است. در ۱۹ اوت ۱۸۴۳ این داستان برای اولین بار توسط انتشارات "Saturday Evening Post"
چاپ شد. ای داستان از لحاظ شخص تعریف‌کننده و حالت روانی راوی، با کتاب قلب رازگو پو مقایسه می‌شود. در هردوی این داستان‌ها، قاتل (راوی) جسد قربانی را در جای بسیار خوبی مخفی می‌کند و احساس آسودگی خاطر می‌کند؛ در حالی که به‌طوری ناگهانی و توسط عاملی غیرمنتظره که به خاطر کار خودش به وجود آمده‌است، رازش برملا می‌شود.

## خلاصه داستان
راوی بینام از بچگی فرد خشنی نبوده. او تعریف می‌کند که در نوجوانی و جوانی به حیوانات علاقه داشته و این علاقه اش تا زمانی که ازدواج می‌کند ادامه پیدا کرده. خوشبختانه، همسر وی نیز به حیوانات اهلی علاقه‌مند بوده و طولی نمی‌کشد که خانه آن‌ها پر از حیوانات مختلف می‌شود. این‌طور که راوی می‌گوید، گربه سیاه بزرگی به نام «پلوتو» حیوان محبوب اوست.
با گذشت زمان از سالروز ازدواج آن‌ها، راوی کم‌کم تبدیل به فردی الکلی می‌شود و شروع به دست زدن به کارهای پلید می‌کند. شبی وقتی به خانه میآید متوجه می‌شود که گربه دارد به او نگاه می‌کند، با این که گربه به او آزاری نرسانده، او آن را برمی‌دارد و با چاقو یکی از چشم‌هایش را از کاسه درمی‌آورد. دلیل این کار را وی چنین توصیف کرده‌است: «می‌دانستم که او مرا دوست دارد، ولی می‌خواستم به او صدمه بزنم». روز بعد وی از کار خود پشیمان می‌شود ولی راه بازگشتی نیست. از آن پس، گربه همیشه او را آزار می‌دهد. یک روز وقتی به خانه برمی‌گردد، کنترل خود را از دست داده و گربه را از درختی آویزان می‌کند و دار می‌زند، سپس جسد آن را مخفی می‌کند.
شب بعد، به طرز عجیبی، خانهٔ آن‌ها در آتش می‌سوزد. یک روز، وقتی او و همسرش به زیرزمین می‌روند تا مقداری هیزم جمع کنند، ناگهان از همسرش متنفر شده و او را با تبری به قتل می‌رساند. سپس جسد او را در پشت الوارهای زیرزمین مخفی می‌کند. مردم متوجه ناپدید شدن وی می‌شوند، و طولی نمی‌کشد که پلیس برای جستجو به خانه وی میاید؛ ولی راوی آن‌ها را با خونسردی می‌پذیرد زیرا اطمینان دارد آن‌ها چیزی پیدا نخواهند کرد؛ و همین‌طور هم می‌شود، ولی در لحظهٔ آخر که پلیس‌ها گشتن زیرزمین را نیز تمام کرده و قصد بر ترک خانه می‌کنند، صدای جیغ‌های وحشتناکی از پشت الوارهای دیوار میآید. پلیس‌ها به سرعت الوار را باز می‌کنند و با جسد زن راوی، و البته گربه سیاهی که روی سر او نشسته و جیغ می‌کشد، روبه‌رو می‌شوند.
آخرین جمله داستان که راوی می‌گوید به شرح زیر است:
«من آن موجود وحشتناک را زنده، همراه با همسرم پشت الوارها مخفی کرده بودم!»